# Los Corralitos
Los Corralitos är en ort i Mexiko.   Den ligger i kommunen Acatzingo och delstaten Puebla, i den sydöstra delen av landet, 150 km öster om huvudstaden Mexico City. Los Corralitos ligger 2 187 meter över havet och antalet invånare är 200.
Terrängen runt Los Corralitos är platt åt sydväst, men åt nordost är den kuperad. Terrängen runt Los Corralitos sluttar söderut. Runt Los Corralitos är det tätbefolkat, med 319 invånare per kvadratkilometer. Närmaste större samhälle är Acatzingo de Hidalgo, 3,0 km söder om Los Corralitos. Trakten runt Los Corralitos består till största delen av jordbruksmark.